# 格罗沙斯唐
格罗沙斯唐是法国科雷兹省的一个市镇，位于该省东部偏南，属于蒂勒区。该市镇总面积13.37平方公里，2009年时的人口为181人。

## 人口
格罗沙斯唐（Gros-Chastang）人口变化图示